# Iglesia Mayor de la Encarnación (Alhama de Granada)
La iglesia de Nuestra Señora de la Encarnación es un inmueble de la localidad española de Alhama de Granada, en la provincia de Granada.

## Descripción
Los inicios de la construcción de la iglesia, que se encuentra bajo la advocación de Nuestra Señora de la Encarnación, se remontarían a los primeros años del siglo XVI. De estilo gótico, aparece mencionada en el primer volumen del Diccionario geográfico-estadístico-histórico de España y sus posesiones de Ultramar de Pascual Madoz, en la entrada correspondiente a Alhama, de la siguiente manera:

Una igl. parr. dedicada á Ntra. Sra. de la Encarnacion, cuyo edificio construido en la parte oriental de la c. es muy sólido, de piedra de canteria y consta de una sola nave de 37 varas de long., 13 1/2 de lat. y 19 de elevacion con una torre de 40 varas de altura, á la cual, segun parece, falta otro cuerpo y el correspondienee chapitel; hay en ella 6 campanas y un relox; el interior del templo tiene un buen órgano y 12 altares que nada de particular ofrecen; esta igl. en un principio se halló servida por 3 curas nombrados y amovibles á voluntad del ob. y por 4 beneficiados, pero por cédula espedida en San Ildefonso en 13 de setiembre de 1778, quedaron solamente un cura párroco perpétuo, cuya plaza provee el diocesano, mediante oposicion en concurso general, y 2 beneficiados de idéntica provision, cuyos destinos deben recaer, uno en los naturales de esta c. y el otro en los individuos del colegio de Sta. Cruz de la Fe de Granada y los del seminario ecl. de S. Cecilio de la misma.
(Madoz, 1845, p. 593)

El 3 de junio de 1931 fue declarada «Monumento Histórico-Artístico», mediante un decreto publicado en la Gaceta de Madrid, firmado por el presidente del Gobierno provisional de la República, Niceto Alcalá-Zamora, y el ministro de Instrucción Pública y Bellas Artes, Marcelino Domingo. En 2018 la aparición de grietas en la estructura provocó el cierre del templo.